# Hua La
Hua La là một xã thuộc thành phố Sơn La, tỉnh Sơn La, Việt Nam.
Xã Hua La có diện tích 41,88 km², dân số năm 1999 là 6.251 người, mật độ dân số đạt 149 người/km².